# Lady Macbeth de Mtsensk (novela corta)
Lady Macbeth de Mtsensk (título original en ruso: Леди Макбет Мценского уезда), también conocido como Lady Macbeth del distrito de Mtsensk o Lady Macbeth de la provincia de Mtsensk, es una novela corta (póvest) del escritor ruso Nikolái Leskov publicada por primera vez en 1865.
El cuento, cuyo título se inspira en la obra de Shakespeare, narra los crímenes de una mujer, Katerina Lvovna, burguesa en la Rusia del siglo XIX. Sólo el título hace referencia a la obra de Shakespeare, sin que la historia narrada tenga relación con el drama. El cuento adquirió mayor relevancia por la ópera de Shostakóvich que inspiró.

## Adaptaciones
- Lady Macbeth de Mtsensk (1934), ópera del compositor ruso Dmitri Shostakóvich inspirada en el cuento de Nikolái Leskov.
- Lady Macbeth en Siberia (Sibirska Ledi Magbet), película dirigida en 1961 por Andrzej Wajda, inspirada en el cuento de Leskov.
- Lady Macbeth, película dirigida en 2017 por William Oldroyd, adaptación del cuento de Leskov ambientado en Inglaterra.